# St. Agatha und Lutger (Lückenbach)

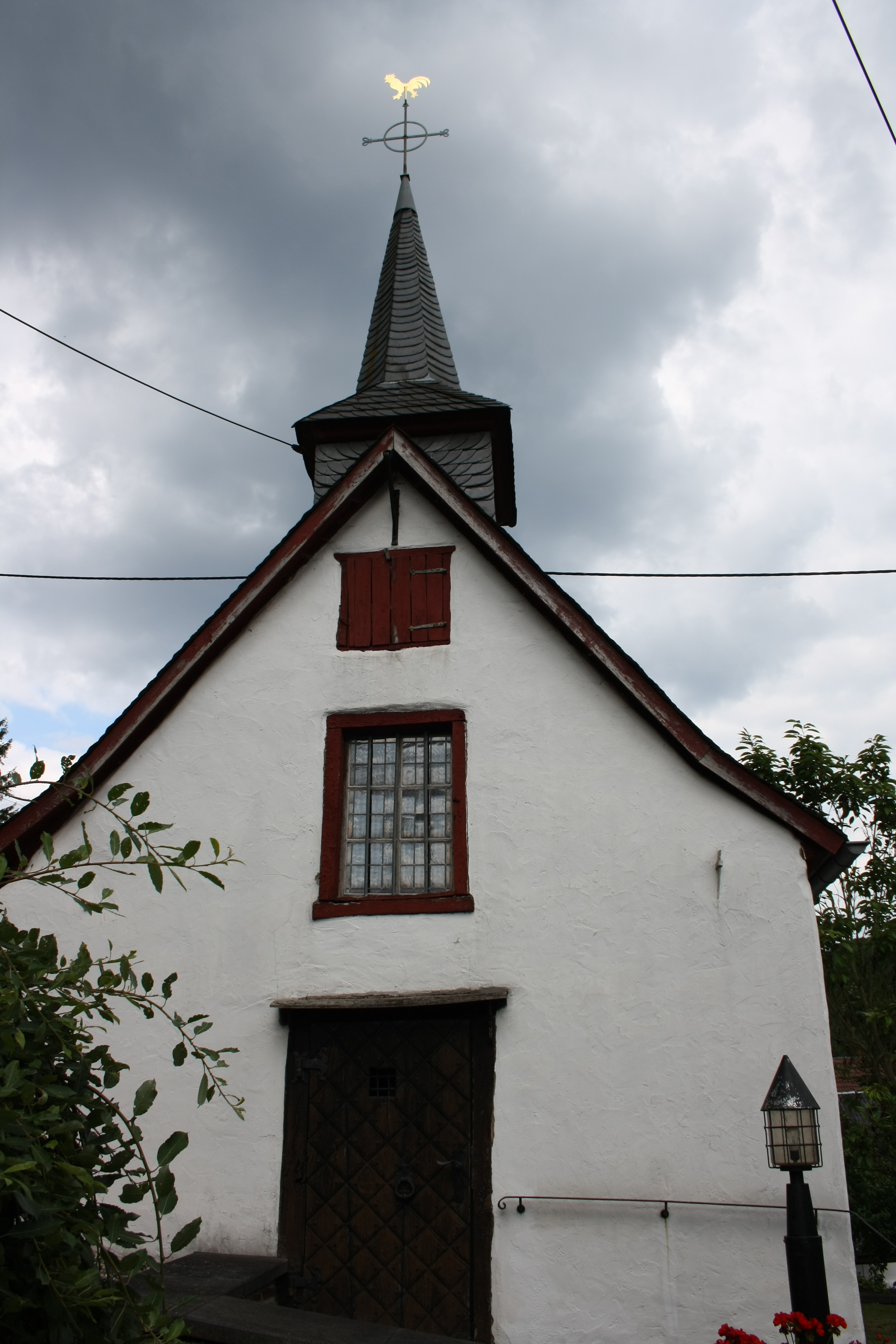
St. Agatha und Lutger in Lückenbach

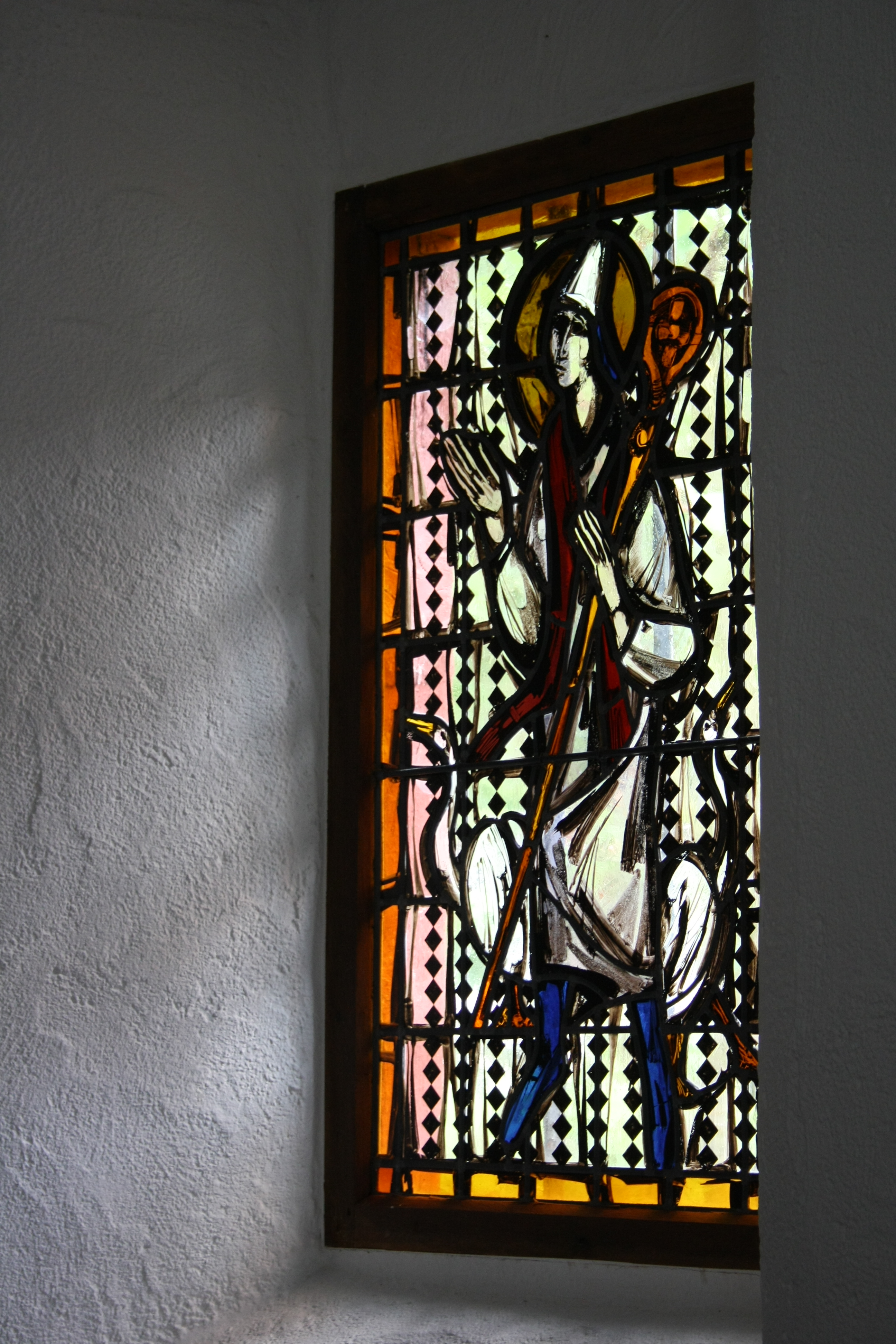
Bleiglasfenster mit der Darstellung des heiligen Liudger

Die katholische Filialkirche St. Agatha und Lutger in Lückenbach, einem Ortsteil der Ortsgemeinde Dümpelfeld im Landkreis Ahrweiler in Rheinland-Pfalz, wurde 1758 errichtet. Die an der Sonnenbergstraße liegende Kirche ist ein geschütztes Kulturdenkmal.

## Beschreibung
Die der heiligen Agatha und dem heiligen Liudger geweihte Kirche ist ein verputzter Bruchsteinbau mit dreiseitigem Schluss. Sie ist sieben Meter lang und 3,80 Meter breit und besitzt ein Portal an der Westseite. Die beiden Südfenster sind rechteckig und mit modernen Bleiglasfenstern versehen. Über dem Giebel sitzt ein vierseitiger Dachreiter mit Helm, der von einem Kreuz mit Wetterfahne bekrönt wird. Das Dach ist mit Schiefer gedeckt und der Innenraum wird von einer Flachtonne überwölbt.

## Ausstattung
Der Altar stammt aus dem 18. Jahrhundert, er besitzt Statuen des heiligen Liudger flankiert von denen der heiligen Agatha und des heiligen Johannes Nepomuk.

## Fenster
Im Jahr 1987 wurden von der Glasmalerei Binsfeld in Trier drei neue Fenster eingesetzt. Sie stellen den heiligen Michael dar, wie er den Drachen tötet, und den heiligen Liudger mit seinem Attribut, der Gans. Das dritte Fenster ist ornamental gestaltet.